# Homps (Aude)
Pour les articles homonymes, voir Homps.
Homps [ɔ̃ps]  est une commune française située dans le Nord-Est du département de l'Aude, en région Occitanie.
Sur le plan historique et culturel, la commune fait partie du Minervois, un pays de basses collines qui s'étend du Cabardès, à l'ouest, au Biterrois à l'est, et de la Montagne Noire, au nord, jusqu'au fleuve Aude au sud. Exposée à un climat méditerranéen, elle est drainée par le canal du Midi, l'Aude, l'Ognon et par un autre cours d'eau.
Homps est une commune rurale qui compte 604 habitants en 2022. Elle appartient à l'unité urbaine d'Olonzac et fait partie de l'aire d'attraction de Narbonne. Ses habitants sont appelés les Hompais ou  Hompaises ou Hompsois.
Le patrimoine architectural de la commune comprend un immeuble protégé au titre des monuments historiques : la chapelle Saint-Michel, inscrite en 1951.

## Géographie
Commune située sur les routes RD 611 et RD 610, arrosée par le canal du Midi et l'Aude. Elle est limitrophe du département de l'Hérault.

### Communes limitrophes
Les communes limitrophes sont  Azille, Olonzac et Tourouzelle.
|        |             | Olonzac (Hérault) |
| Azille | Homps       |                   |
|        | Tourouzelle |                   |

### Hydrographie
La commune est dans la région hydrographique « Côtiers méditerranéens », au sein du bassin hydrographique Rhône-Méditerranée-Corse. Elle est drainée par le canal du Midi, l'Aude, l'Ognon et le ruisseau de Nouvieille, qui constituent un réseau hydrographique de 3 km de longueur totale,.
Le canal du Midi, d'une longueur totale de 239,8 km, est un canal de navigation à bief de partage qui relie Toulouse à la mer Méditerranée depuis le xviie siècle.
L'Aude, d'une longueur totale de 223,59 km, prend sa source dans la commune des Angles et s'écoule du sud vers le nord. Elle traverse la commune et se jette dans le golfe du Lion à Fleury, après avoir traversé 73 communes.
L'Ognon, d'une longueur totale de 23,2 km, prend sa source dans la commune de Cassagnoles et s'écoule vers le sud puis se réoriente vers le sud-est. Il traverse la commune et se jette dans l'Aude à Tourouzelle, après avoir traversé 8 communes.

### Climat
Pour des articles plus généraux, voir Climat de l'Occitanie et Climat de l'Aude.
En 2010, le climat de la commune est de type climat méditerranéen franc, selon une étude s'appuyant sur une série de données couvrant la période 1971-2000. En 2020, Météo-France publie une typologie des climats de la France métropolitaine dans laquelle la commune est exposée à un climat méditerranéen et est dans la région climatique Provence, Languedoc-Roussillon, caractérisée par une pluviométrie faible en été, un très bon ensoleillement (2 600 h/an), un été chaud (21,5 °C), un air très sec en été, sec en toutes saisons, des vents forts (fréquence de 40 à 50 % de vents > 5 m/s) et peu de brouillards.
Pour la période 1971-2000, la température annuelle moyenne est de 14,9 °C, avec  une amplitude thermique annuelle de 16,1 °C. Le cumul annuel moyen de précipitations est de 610 mm, avec 6,5 jours de précipitations en janvier et 2,9 jours en juillet. Pour la période 1991-2020 la température moyenne annuelle observée sur la station météorologique la plus proche, située sur la commune de Lézignan-Corbières à 8 km à vol d'oiseau, est de 15,2 °C et le cumul annuel moyen de précipitations est de 678,7 mm,. Pour l'avenir, les paramètres climatiques de la commune estimés pour 2050 selon différents scénarios d’émission de gaz à effet de serre sont consultables sur un site dédié publié par Météo-France en novembre 2022.

### Milieux naturels et biodiversité
Aucun espace naturel présentant un intérêt patrimonial n'est recensé sur la commune dans l'inventaire national du patrimoine naturel,,.

## Urbanisme

### Typologie
Au 1er janvier 2024, Homps est catégorisée bourg rural, selon la nouvelle grille communale de densité à 7 niveaux définie par l'Insee en 2022.
Elle appartient à l'unité urbaine d'Olonzac, une agglomération inter-départementale dont elle est une commune de la banlieue,. Par ailleurs la commune fait partie de l'aire d'attraction de Narbonne, dont elle est une commune de la couronne,. Cette aire, qui regroupe 71 communes, est catégorisée dans les aires de 50 000 à moins de 200 000 habitants,.

### Occupation des sols
L'occupation des sols de la commune, telle qu'elle ressort de la base de données européenne d’occupation biophysique des sols Corine Land Cover (CLC), est marquée par l'importance des territoires agricoles (79,5 % en 2018), en diminution par rapport à 1990 (86,8 %). La répartition détaillée en 2018 est la suivante : 
cultures permanentes (78,6 %), zones urbanisées (20,4 %), zones agricoles hétérogènes (1 %), eaux continentales (0,1 %). L'évolution de l’occupation des sols de la commune et de ses infrastructures peut être observée sur les différentes représentations cartographiques du territoire : la carte de Cassini (XVIIIe siècle), la carte d'état-major (1820-1866) et les cartes ou photos aériennes de l'IGN pour la période actuelle (1950 à aujourd'hui).

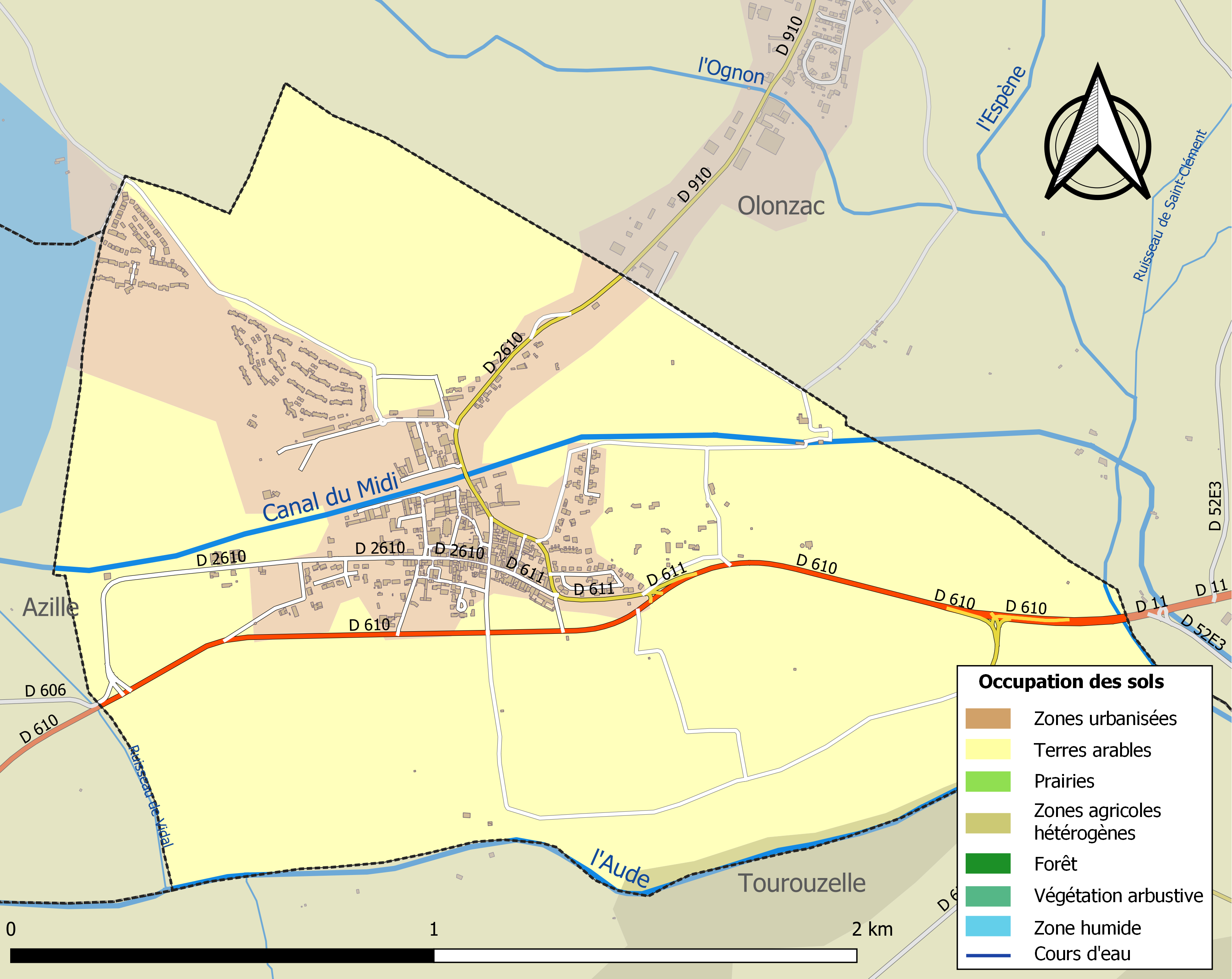
Carte des infrastructures et de l'occupation des sols de la commune en 2018 (CLC).

### Risques majeurs
Le territoire de la commune d'Homps est vulnérable à différents aléas naturels : météorologiques (tempête, orage, neige, grand froid, canicule ou sécheresse), inondations et séisme (sismicité faible). Il est également exposé à un risque technologique,  le transport de matières dangereuses. Un site publié par le BRGM permet d'évaluer simplement et rapidement les risques d'un bien localisé soit par son adresse soit par le numéro de sa parcelle.

#### Risques naturels
Certaines parties du territoire communal sont susceptibles d’être affectées par le risque d’inondation par débordement de cours d'eau, notamment l'Ognon, le canal du Midi et l'Aude. La commune a été reconnue en état de catastrophe naturelle au titre des dommages causés par les inondations et coulées de boue survenues en 1982, 1987, 1992, 1996, 1997, 1999, 2005, 2009 et 2018,.

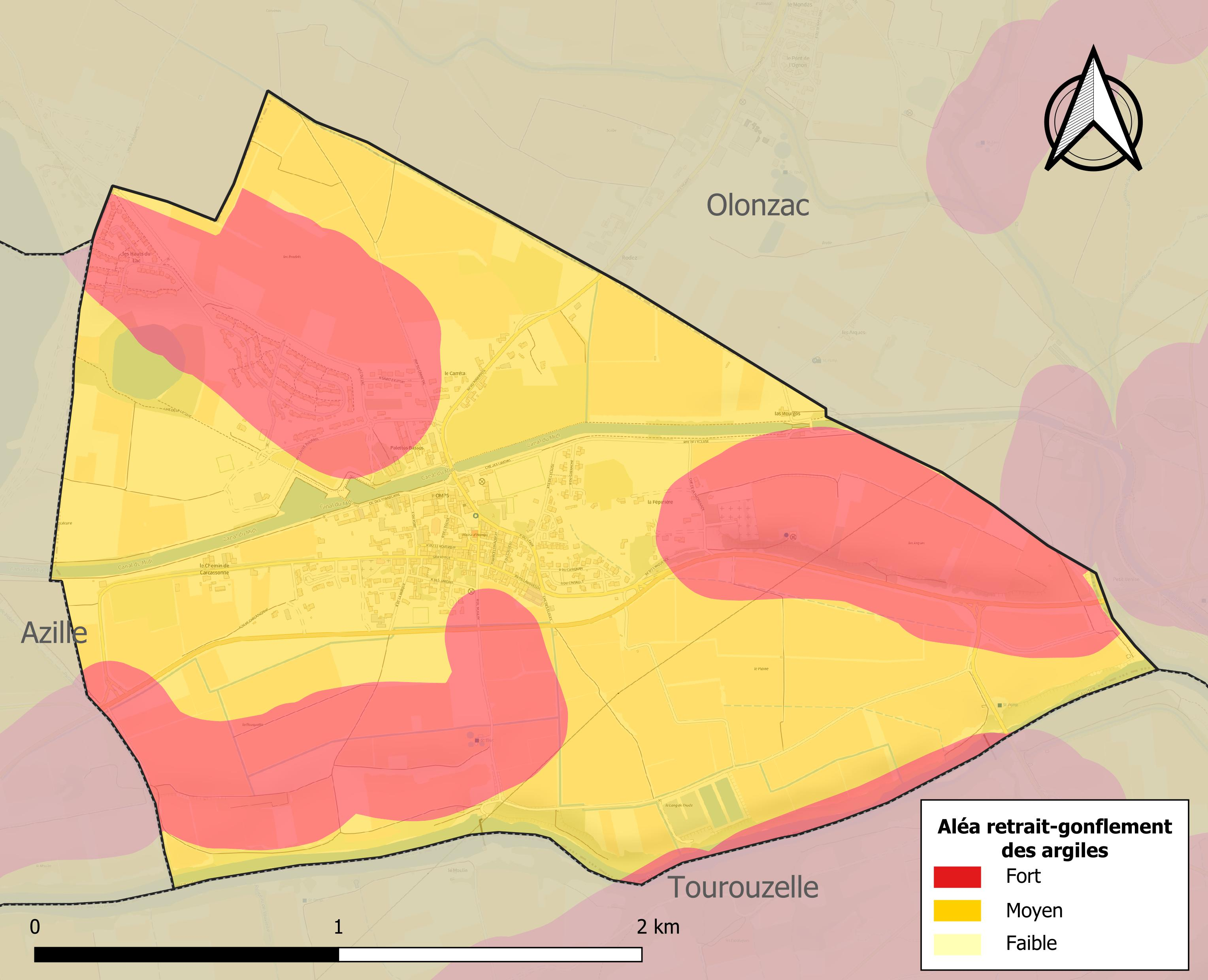
Carte des zones d'aléa retrait-gonflement des sols argileux d'Homps.

Le retrait-gonflement des sols argileux est susceptible d'engendrer des dommages importants aux bâtiments en cas d’alternance de périodes de sécheresse et de pluie. La totalité de la commune est en aléa moyen ou fort (75,2 % au niveau départemental et 48,5 % au niveau national). Sur les 522 bâtiments dénombrés sur la commune en 2019, 522 sont en aléa moyen ou fort, soit 100 %, à comparer aux 94 % au niveau départemental et 54 % au niveau national. Une cartographie de l'exposition du territoire national au retrait gonflement des sols argileux est disponible sur le site du BRGM,.

#### Risques technologiques
Le risque de transport de matières dangereuses sur la commune est lié à sa traversée par une route à fort trafic. Un accident se produisant sur une telle infrastructure est en effet susceptible d’avoir des effets graves au bâti ou aux personnes jusqu’à 350 m, selon la nature du matériau transporté. Des dispositions d’urbanisme peuvent être préconisées en conséquence.

## Histoire
Issue d'une villa gallo-romaine connue sous le nom d’Aldomus, Homps se développa rapidement au point de former en quelques siècles une bourgade florissante et prospère.
Mais à partir de l'achèvement de la construction du canal du Midi en 1681, Homps connut un essor économique considérable. Homps devint effectivement non seulement le troisième port du canal mais aussi l'un des seuls où les péniches pouvaient manœuvrer, ce qui en fit une plaque tournante de la batellerie à cette époque.
La vigne environnante, bien qu'ébranlée par le phylloxéra, alimentait ce commerce et contribua au développement du village. Ce fut ainsi pendant de longues décennies un ballet incessant de bateaux venant charger barriques et tonneaux à destination des grands ports de Bordeaux, Toulouse et Sète.

### Les Hospitaliers
Au Moyen Âge, le fief passa sous l'autorité des Hospitaliers de l'ordre de Saint-Jean de Jérusalem qui en firent le siège de l'une de leurs plus importantes commanderies. Dévasté durant la croisade contre les Albigeois, le village fut à nouveau ravagé lors des guerres de Religion.
Située dans le cimetière, la chapelle romane Saint-Michel du XIe siècle fut érigée par les hospitaliers ; elle est inscrite monument historique par arrêté du 7 février 1951.

## Politique et administration

### Liste des maires
| Période | Période | Identité                      | Etiquette | Qualité                 |
| ------- | ------- | ----------------------------- | --------- | ----------------------- |
| 1875    | 1884    | Antoine PONS                  |           |                         |
| 1884    | 1896    | Adolphe ROUCAUD               |           |                         |
| 1896    | 1897    | Pierre ROUQUIE                |           |                         |
| -       |         |                               |           |                         |
| 1904    | 1929    | Justin PRADAL                 |           |                         |
| 1929    | 1944    | Antoine PRADAL                |           |                         |
| 1944    | 1945    | Comité local de la libération |           |                         |
| 1945    | 1947    | Paul MAUREL                   |           |                         |
| 1947    | 1957    | François MAUREL               |           |                         |
| 1957    | 1969    | François BOURREL              |           |                         |
| 1969    | 1995    | Claude BOURREL                |           |                         |
| 1995    | 1997    | Georges MAUREL                |           | Vigneron                |
| 1997    | 2001    | Bruno GROTY                   |           |                         |
| 2001    | 2008    | Marie-José SELLES             |           |                         |
| 2008    | 2020    | Anne ALRANG                   |           |                         |
| 2020    | -       | Béatrice BORT                 |           | Professeure de français |

Avant 1997 : source : Homps en Minervois
Avec Olonzac, Homps forme l'unité urbaine d'Olonzac.

## Démographie
L'évolution du nombre d'habitants est connue à travers les recensements de la population effectués dans la commune depuis 1793. Pour les communes de moins de 10 000 habitants, une enquête de recensement portant sur toute la population est réalisée tous les cinq ans, les populations de référence des années intermédiaires étant quant à elles estimées par interpolation ou extrapolation. Pour la commune, le premier recensement exhaustif entrant dans le cadre du nouveau dispositif a été réalisé en 2008.

En 2022, la commune comptait 604 habitants, en évolution de +3,25 % par rapport à 2016 (Aude : +2,65 %, France hors Mayotte : +2,11 %).
| 1793 | 1800 | 1806 | 1821 | 1831 | 1836 | 1841 | 1846 | 1851 |
| ---- | ---- | ---- | ---- | ---- | ---- | ---- | ---- | ---- |
| 132  | 110  | 139  | 163  | 255  | 313  | 330  | 402  | 468  |

| 1856 | 1861 | 1866 | 1872 | 1876 | 1881 | 1886 | 1891 | 1896 |
| ---- | ---- | ---- | ---- | ---- | ---- | ---- | ---- | ---- |
| 520  | 523  | 584  | 687  | 795  | 944  | 960  | 770  | 795  |

| 1901 | 1906 | 1911 | 1921 | 1926 | 1931 | 1936 | 1946 | 1954 |
| ---- | ---- | ---- | ---- | ---- | ---- | ---- | ---- | ---- |
| 797  | 793  | 760  | 719  | 676  | 700  | 631  | 505  | 517  |

| 1962 | 1968 | 1975 | 1982 | 1990 | 1999 | 2006 | 2008 | 2013 |
| ---- | ---- | ---- | ---- | ---- | ---- | ---- | ---- | ---- |
| 556  | 604  | 548  | 569  | 611  | 605  | 650  | 662  | 601  |

| 2018 | 2022 | - | - | - | - | - | - | - |
| ---- | ---- | - | - | - | - | - | - | - |
| 596  | 604  | - | - | - | - | - | - | - |

## Économie

### Revenus
En 2018  (données INSEE publiées en septembre 2021), la commune compte 265 ménages fiscaux, regroupant 529 personnes. La médiane du revenu disponible par unité de consommation est de 17 280 € (19 240 € dans le département).

### Emploi
| Division       | 2008   | 2013   | 2018   |
| -------------- | ------ | ------ | ------ |
| Commune        | 14,1 % | 16 %   | 11,6 % |
| Département    | 10,2 % | 12,8 % | 12,6 % |
| France entière | 8,3 %  | 10 %   | 10 %   |

En 2018, la population âgée de 15 à 64 ans s'élève à 346 personnes, parmi lesquelles on compte 64,7 % d'actifs (53,2 % ayant un emploi et 11,6 % de chômeurs) et 35,3 % d'inactifs,. En  2018, le taux de chômage communal (au sens du recensement) des 15-64 ans est inférieur à celui du département, mais supérieur à celui de la France, alors qu'en 2008 il était supérieur à celui du département.
La commune fait partie de la couronne de l'aire d'attraction de Narbonne, du fait qu'au moins 15 % des actifs travaillent dans le pôle,. Elle compte 157 emplois en 2018, contre 205 en 2013 et 184 en 2008. Le nombre d'actifs ayant un emploi résidant dans la commune est de 185, soit un indicateur de concentration d'emploi de 84,9 % et un taux d'activité parmi les 15 ans ou plus de 44,4 %.
Sur ces 185 actifs de 15 ans ou plus ayant un emploi, 64 travaillent dans la commune, soit 35 % des habitants. Pour se rendre au travail, 82,7 % des habitants utilisent un véhicule personnel ou de fonction à quatre roues, 8,1 % s'y rendent en deux-roues, à vélo ou à pied et 9,2 % n'ont pas besoin de transport (travail au domicile).

### Activités hors agriculture

#### Secteurs d'activités
69 établissements sont implantés  à Homps au 31 décembre 2019. Le tableau ci-dessous en détaille le nombre par secteur d'activité et compare les ratios avec ceux du département,.
| Secteur d'activité                                                                                        | Commune | Commune | Département |
| Secteur d'activité                                                                                        | Nombre  | %       | %           |
| --- | ------- | ------- | ----------- |
| Ensemble                                                                                                  | 69      | 100 %   | (100 %)     |
| Industrie manufacturière, industries extractives et autres                                                | 4       | 5,8 %   | (8,8 %)     |
| Construction                                                                                              | 13      | 18,8 %  | (14 %)      |
| Commerce de gros et de détail, transports, hébergement et restauration                                    | 32      | 46,4 %  | (32,3 %)    |
| Information et communication                                                                              | 1       | 1,4 %   | (1,6 %)     |
| Activités financières et d'assurance                                                                      | 1       | 1,4 %   | (2,7 %)     |
| Activités immobilières                                                                                    | 4       | 5,8 %   | (5,2 %)     |
| Activités spécialisées, scientifiques et techniques et activités de services administratifs et de soutien | 5       | 7,2 %   | (13,3 %)    |
| Administration publique, enseignement, santé humaine et action sociale                                    | 5       | 7,2 %   | (13,2 %)    |
| Autres activités de services                                                                              | 4       | 5,8 %   | (8,8 %)     |

Le secteur du commerce de gros et de détail, des transports, de l'hébergement et de la restauration est prépondérant sur la commune puisqu'il représente 46,4 % du nombre total d'établissements de la commune (32 sur les 69 entreprises implantées  à Homps), contre 32,3 % au niveau départemental.

#### Entreprises
Les cinq entreprises ayant leur siège social sur le territoire communal qui génèrent le plus de chiffre d'affaires en 2020 sont : 
- SA Nadine Bourrel, commerce de gros (commerce interentreprises) de combustibles et de produits annexes (31 521 k€)
- Bourrel Services - Les Énergies Renouvelables, travaux d'installation d'équipements thermiques et de climatisation (536 k€)
- Les Tonneliers, restauration traditionnelle (296 k€)
- JCV SARL, débits de boissons (90 k€)
- La Peniche, restauration traditionnelle (88 k€)

### Agriculture
La commune fait partie de la petite région agricole dénommée « Région viticole ». En 2010, l'orientation technico-économique de l'agriculture  sur la commune est la viticulture (appellation et autre).
|                                   | 1988 | 2000 | 2010 |
| --------------------------------- | ---- | ---- | ---- |
| Exploitations                     | 49   | 25   | 21   |
| Superficie agricole utilisée (ha) | 443  | 339  | 245  |

Le nombre d'exploitations agricoles en activité et ayant leur siège dans la commune est passé de 49 lors du recensement agricole de 1988 à 25 en 2000 puis à 21 en 2010, soit une baisse de 57 % en 22 ans. Le même mouvement est observé à l'échelle du département qui a perdu pendant cette période 52 % de ses exploitations. La surface agricole utilisée sur la commune a également diminué, passant de 443 ha en 1988 à 245 ha en 2010. Parallèlement la surface agricole utilisée moyenne par exploitation a augmenté, passant de 9 à 12 ha.

## Culture locale et patrimoine

### Lieux et monuments
- Église Saint-Amand, construite entre le XIIe siècle et le XIVe siècle.
- Chapelle Saint-Michel d'Homps. L'édifice a été inscrit au titre des monuments historiques en 1951[38].
- Église Saint-Michel de Homps.
- Tour Saint Michel des Chevaliers de Malte. La tour est inscrite au titre des sites naturels depuis 1942[39].
- Écluse sur le canal du Midi, inscrite monument historique.
- Port de loisir sur le canal du Midi.
- Base de loisirs nautiques sur le lac de Jouarres.

## Vie locale

### Sports
Homps compte un club de rugby à XIII : Homps XIII.

### Personnalités liées à la commune
- Philippe Séguier de la Gravière, chevalier de Malte (1591), commandeur d'Homps (cité en 1617)
- Louis Barthas
- Joseph Choy

### Héraldique
| Blason de Homps | Blason  | De gueules à la croix de Malte d'argent bordée d'or. |
| Blason de Homps | Détails | Le statut officiel du blason reste à déterminer.     |